# Electroboyz
Electroboyz（エレクトロボーイズ、朝: 일렉트로보이즈）は、韓国の音楽ユニット。

## 経歴
Brave Brothersのプロデュースにより2010年6月3日リリースのシングル『ELECTROBOYZ: FIRSTSINGLE』でデビュー。

## 概要
- ElectroboyzをプロデュースしたBrave Brothersは日本との関係があり、日本滞在時でのエレクトロミュージックとの出会いをきっかけにポップにエレクトロミュージックを組み合わせて制作するようになり、ヒップトロニカという音楽ジャンルを確立させた[3]。BIGSTAR（Brave Brothersプロデュースのグループ）は2014年に韓国ミュージシャン史上初の日本国内100回連続コンサートを記録し[4]、2016年にはCHERRSEE（日本のグループ）のプロデュースを行い、2020年2月3日にDKB（日本人のYUKU（天沼優空）を含む日韓混合グループ）をデビューさせた。

## メンバー
| 名前                         | 生年月日               | 出身地            | 担当     | 在籍期間 | 備考 |
| ---------------------------- | ---------------------- | ----------------- | -------- | -------- | ---- |
| Maboos （マブース、마부스）  | 1981年10月29日（43歳） | 韓国              | ラップ   | 2010年 - |      |
| 1kyne （ワンカイン、원카인） | 1982年8月4日（42歳）   | アメリカ合衆国    | ラップ   | 2010年 - |      |
| Chakun （チャクン、차쿤）    | 1986年3月24日（38歳）  | 韓国 ソウル特別市 | ボーカル |          |      |

## 作品

### 提供・個人
参照。